# Коехина
Коехина — река в Мильковском районе Камчатского края России. Правый приток реки Андриановка.
Длина реки — 14 км. Берёт исток в отрогах Срединного хребта на высоте более 791,5 м над уровнем моря. Протекает слева от горы Коехина (1232,2 м). Генеральное направление течения — северо-восток. Впадает в Андриановку на расстоянии 30 км от её устья.

## Данные водного реестра
По данным государственного водного реестра России относится к Анадыро-Колымскому бассейновому округу.
Код водного объекта — 19070000112120000013253.